# 600
Évszázadok: 5. század – 6. század – 7. század
Évtizedek: 550-es évek – 560-as évek – 570-es évek – 580-as évek – 590-es évek – 600-as évek – 610-es évek – 620-as évek – 630-as évek – 640-es évek – 650-es évek
Évek: 595 – 596 – 597 – 598 –  599 – 600 – 601 – 602 – 603 – 604 – 605

## Események

### Európa
- A 16 éves II. Chlothar neustriai király megtámadja hasonló korú rokonait, az egymással viszálykodó austrasiai II. Theudebertet és a burgundiai II. Theudericet. Azok egyesítik ellene erőiket és miután Dormellesnél döntő győzelmet aratnak felette, elveszik Chlothartól a Szajna és Oise folyók közötti területeket.
- A Hen Ogleddi (ma angol-skót határvidék) britonok támadást intéznek a szász Bernicia és Deira ellen, de a cathraethi csatában katasztrofális vereséget szenvednek. A csatáról a briton bárd, Aneirin költeménye, az Y Goddodin tudósít.

### Perzsia
- A sakk első említése (hozzávetőleges időpont).

### Kína
- Ven császár fia, Jang Kuang azzal vádolja (hamisan) trónörökös bátyját, Jang Jungot, hogy összeesküvést sző apjuk ellen. A császár, aki amúgy is elégedetlen idősebb fiával annak pazarló és élvhajhász életmódja miatt, Jang Kuangot nevezi ki trónörökössé, Jang Jung néhány hívét pedig kivégezteti.

### Korea
- Meghal Pop, Pekcse királya. A trónon nagybátyja, Mu követi.

### Amerika
- Peruban megalakul a Huari Birodalom (hozzávetőleges időpont).
- A maja Teotihuacán az aszályos időszak miatt politikailag instabillá válik, az éhező szegények gyakorta fellázadnak a gazdagok ellen (hozzávetőleges időpont).

## Születések
- Ali kalifa
- I. Bhászkara, indiai matematikus
- Szent Birinus, Dorchester püspöke
- Csandrakírti, indiai buddhista teológus
- Jen Li-pen, kínai festő

## Halálozások
- Március 13. – Szent Leander, Sevilla püspöke
- Pop, pekcsei király
- Venantius Fortunatus, itáliai költő

## Fordítás
- Ez a szócikk részben vagy egészben  a(z)   600 című angol Wikipédia-szócikk ezen változatának fordításán alapul.  Az eredeti cikk szerkesztőit annak laptörténete sorolja fel. Ez a jelzés csupán a megfogalmazás eredetét és a szerzői jogokat jelzi, nem szolgál a cikkben szereplő információk forrásmegjelöléseként.